# Edward Dębicki

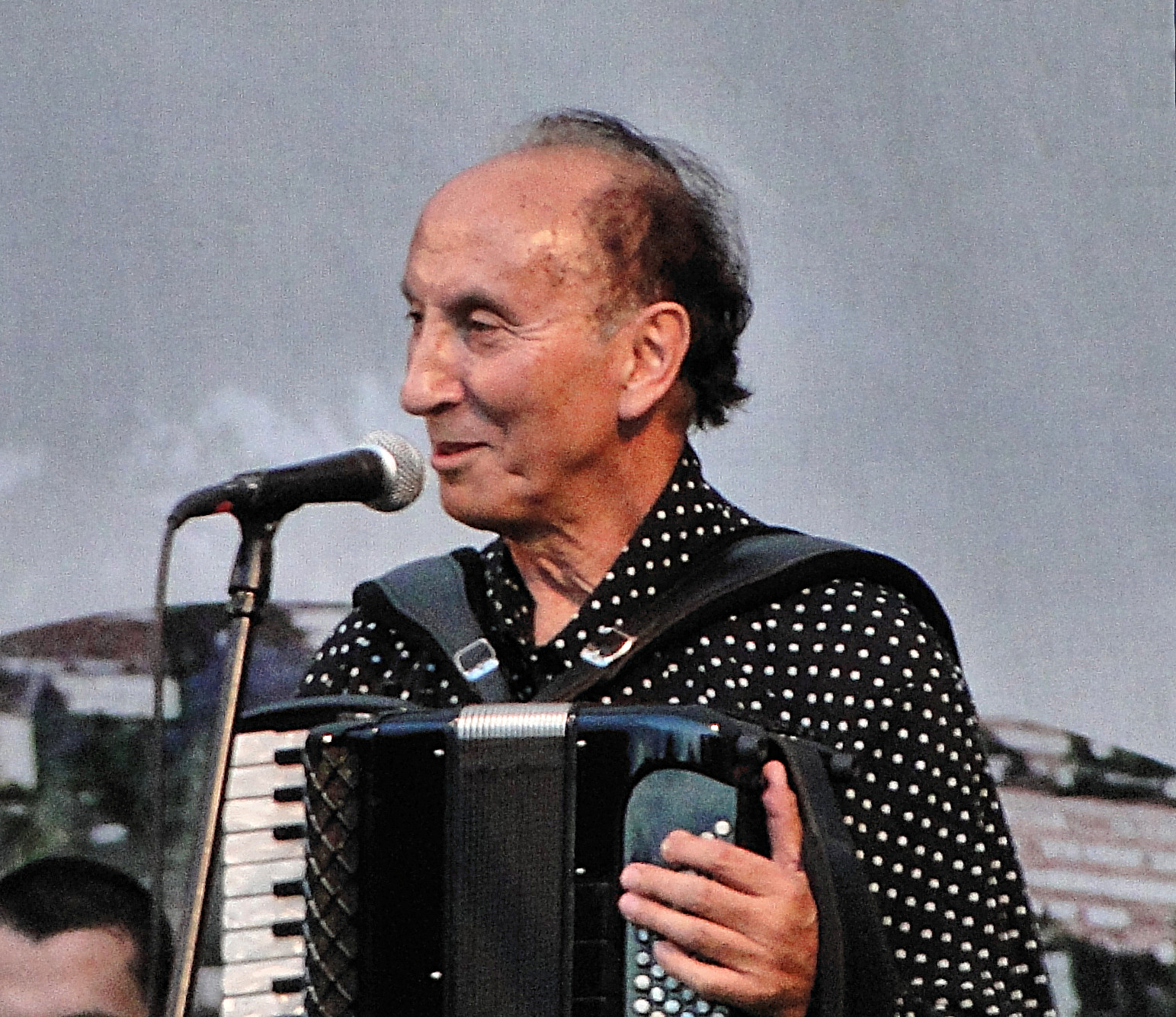
Dębicki in 2012.

Edward Dębicki (Kaloesj, 4 maart 1935) is een Pools dichter, muzikant en componist van Roma-komaf. Zijn werk heeft vooral betrekking op zijn etnische achtergrond, waaronder de zigeunermuziek(en -tradities) en de semi-nomadische levenswijze.

## Biografie
Dębicki werd in 1935 geboren in Kałusz, destijds een stad in de Tweede Poolse Republiek (thans: Kaloesj in het huidige Oekraïne), als zoon van de muzikale familie. Een groot deel van zijn jeugd bracht hij reizend door - in de caravan van zijn ouders - tussen het grensgebied van Oekraïne en Polen. Na de Tweede Wereldoorlog vestigde zijn familie zich in Gorzów Wielkopolski, waar hij de rest van zijn leven is blijven wonen. In 1953 volgde hij aan muziekscholen in Gorzów Wielkopolski en Zielona Góra. In 1955 richtte hij zijn eigen muziekgroep op,  Kcham ("Zon"): later werd deze naam omgedoopt tot Terno (Pools: Młody). Als muzikant nam hij deel aan verschillende accordeonwedstrijden in steden zoals Kielce en Wrocław. Gedurende zijn leven heeft Dębicki ongeveer 200 liederen geschreven.
Naast zijn muzikale carrière is Dębicki ook de auteur van een dichtbundel (uitgegeven in 1993), bekend als "Teł nango bolipen"  (Romani) of "Pod gołym niebem" (Pools). Ook schreef hij de roman "Dodenvogel" (Pools: 'Ptak umarłych', uitgegeven in 2004), waarin de ervaringen van een Roma-familie in Wolynië tijdens de Tweede Wereldoorlog wordt beschreven.
In 2012 ontving Dębicki de "Gloria-Artis-Medaille voor Culturele Verdienste" als ereburger van Gorzów Wielkopolski. In 2016 ontving hij de onderscheiding "Gesprek van de Geschiedenis" (Pools: Świadek Historii) voor de herdenking van het lot van het Poolse volk in de Tweede Wereldoorlog.